# Gadsden-aftalen
Gadsden-aftalen, også kendt som Gadsden-købet (engelsk: the Gadsden Purchase) eller Mesilla-traktaten (engelsk: the Treaty of Mesilla), var en aftale om et landområde, som USA købte fra Mexico i 1854. Aftalen blev navngivet efter den amerikanske jernbaneentreprenør og diplomat James Gadsden, der blev udnævnt som USAs ambassadør til Mexico specifikt for at opkøbe land fra Mexico.
Dette blev den sidste større landerhvervning for USA på det amerikanske fastland. Området er på 76.735 kvadratkilometer og strækker sig mod øst til Rio Grande, mod nord til Gila-floden og mod vest til Colorado-floden. Det udgør i dag de sydlige dele af staterne Arizona og New Mexico.

## Baggrund
Gadsden-aftalen var nødvendig på grund af misforståelser i Guadalupe Hidalgo-traktaten fra 1848, som afsluttede den mexicansk-amerikanske krig. 1848-aftalen definerede grænsen mellem USA og Mexico, men gjorde også USA ansvarlig for opsyn med indianerne på grænsen, og da USA ikke levede op til denne del af aftalen, forlangte Mexico millioner af dollars i skadeserstatning.
Situationen blev endnu mere kompliceret, da den amerikanske regering ønskede at bygge den transkontinentale jernbanelinje til Stillehavet. Store dele af the Mexican Cession (de landområder Mexico havde overgivet i 1848) var ørken og bjergrigt, og man mente i USA at det var for ugæstfrit til at bygge jernbane på. I stedet ønskede man at bygge jernbane igennem mexicanske Mesilla Valley i det nuværende New Mexico. (Den første transkontinentale jernbane i USA (en) blev først bygget i 1860erne, og gik blandt andet igennem den nordlige del af the Mexican Cession).
Da Franklin Pierce blev amerikansk præsident i 1853, sendte han diplomaten James Gadsden til Mexico med instruktioner om at købe det nødvendige territorium for op til 50 millioner dollars (100 milliarder kroner justeret for inflation). Fra amerikansk side ønskede man at købe et så stort område som muligt, og i den bredeste udgave var de nuværende mexicanske stater Baja California, Baja California Sur, Coahuila, Nuevo León, og Tamaulipas, og også det meste af Chihuahua og Sonora, blandt USAs ønskede erhvervninger.
Fra mexicansk side var man egentlig ikke interesseret i at sælge, men man frygtede en gentagelse af den mexicansk-amerikanske krig og så sig derfor nødsaget til det. Desuden var den mexicanske administration under præsident Antonio López de Santa Anna i økonomisk knibe. Mexico søgte at sælge så lidt som muligt, og det blev hurtigt klart at USAs ambitioner om at opkøbe hele mexicanske stater var urealistisk. Man fik til sidst forhandlet sig til at overgive et område i det nordlige Sonora syd for Gila-floden. Santa Anna og hans administration indgik aftalen den 30. december 1853 og solgte området for 10 millioner dollars (20 milliarder kroner justeret for inflation). Dette salg af mexicansk land mødte stor modstand i Mexico, og medførte Santa Annas politiske fald 9. august 1855.